# Stoidis placida
Stoidis placida är en spindelart som beskrevs av Bryant 1947. Stoidis placida ingår i släktet Stoidis och familjen hoppspindlar. Inga underarter finns listade i Catalogue of Life.